# Daniel Duda
Daniel Duda (* 4. September 1982 in Dachau) ist ein deutscher Sportbowler im Behindertensport.
Daniel Duda, der von Geburt an gehörlos ist, spielt im Verein beim Bowlingclub Munich Mavericks. Bei den Deaflympics gewann er mit der deutschen Nationalmannschaft 2013 und 2017 jeweils die Goldmedaille. Hierfür zeichnete der Bundespräsident ihn und seine Mannschaft jeweils mit dem Silbernen Lorbeerblatt aus.